# Aunat (rivière)
Pour les articles homonymes, voir Aunat.
L'Aunat est un ruisseau français qui coule en région Occitanie, dans les départements de l'Ariège et de la Haute-Garonne. C'est un affluent direct de la Garonne en rive droite.

## Géographie
De 21,7 km de longueur, il prend sa source dans la commune de Sieuras dans l'Ariège et se jette dans la Garonne en rive droite à la limite entre les communes de Capens et de Montaut. Il sert de frontière naturelle entre ces deux mêmes communes.

### Département et communes traversés
- Ariège : Sieuras, Sainte-Suzanne, Lézat-sur-Lèze
- Haute-Garonne : Lapeyrère, Marquefave, Capens, Montaut, Montgazin, Lacaugne, Latrape, Bax, Castagnac

## Principaux affluents
- Ruisseau de Gilama : 3,4 km
- Le Rieufort : 2,2 km
- Ruisseau de Saint-Jean : 3,1 km
- Rieu Caut : 2,6 km
- Ruisseau de Rouanne : 2,5 km